# Anomala loi
Anomala loi är en skalbaggsart som beskrevs av Kobayashi 1987. Anomala loi ingår i släktet Anomala och familjen Rutelidae. Inga underarter finns listade i Catalogue of Life.